# Salchichón imperial
El salchichón imperial es un embutido elaborado con carne de cerdo (carne magra) típico de Bolaños de Calatrava (provincia de Ciudad Real). Se caracteriza por poseer una presentación en forma de vela. No posee pimentón en la elaboración. Se consume crudo, cortado en rodajas como apoyo de tapas, así como en la elaboración de bocadillos (bocadillo de salchichón).

## Características
El salchichón se elabora con carne magra de cerdo, sal, pimienta y nuez moscada, tripa de cerdo (para embutir) y aguardiente. Su elaboración está sometida a patente de empresa local. No obstante se elaboran otras variedades de este embutido como son los salchichones imperiales de Almagro, etc. 